# NGC 2797
NGC 2797 (również PGC 26160 lub UGC 4891) – galaktyka spiralna z poprzeczką (SABb?), znajdująca się w gwiazdozbiorze Raka. Odkrył ją Heinrich Louis d’Arrest 15 marca 1866 roku.
W galaktyce tej zaobserwowano supernową SN 2010Z.